# Ilda Kepić
Ilda Kepić (* 17. Januar 1995 in Thisted, Dänemark) ist eine dänisch-montenegrinische Handballspielerin, die dem Kader der montenegrinischen Nationalmannschaft angehört.

## Karriere

### Im Verein
Kepić, deren Mutter aus Serbien und deren Vater aus Montenegro stammen, wurde in Dänemark geboren. Dort spielte sie anfangs Fußball. Kepić hütete unter anderem das Tor von Thisted FC und FC Mors. Erst im späten Jugendalter begann sie das Handballspielen.
Kepić erste Handballstation war der dänische Verein VIF Mors. Ab dem Jahr 2013 spielte sie zwei Jahre für Skive fH. Im zweiten Jahr bei Skive fiel sie aufgrund eines Kreuzbandrisses aus. Anschließend schloss sich die Rückraumspielerin dem dänischen Erstligisten Randers HK an, für den sie in der Saison 2015/16 zwei Erstligatreffer erzielte. Im Sommer 2016 wechselte sie zum Zweitligisten Vendsyssel Håndbold. Im Januar 2018 unterschrieb sie einen ab der Saison 2018/19 gültigen Vertrag beim Erstligisten Team Tvis Holstebro. Zum Zeitpunkt des Vertragsschlusses führte Kepić die Torschützenliste der zweithöchsten dänischen Spielklasse an. Einen Monat später erlitt sie im Spiel gegen Gudme HK erneut einen Kreuzbandriss.
Nachdem Kepić nach ihrem Wechsel zu Team Tvis Holstebro anfangs noch verletzungsbedingt pausiert hatte, stand sie Ende des Jahres 2018 erstmals im Kader des Erstligisten. Im Sommer 2020 schloss sie sich dem schwedischen Erstligisten Skövde HF an, für den sie in der Saison 2020/21 in 19 Spielen 46 Tore erzielte. Im Jahr 2021 wechselte sie zum montenegrinischen Spitzenverein ŽRK Budućnost Podgorica. Mit Budućnost gewann sie 2022 und 2023 sowohl die montenegrinische Meisterschaft als auch den montenegrinischen Pokal. In der Saison 2023/24 stand sie beim rumänischen Erstligisten CS Măgura Cisnădie unter Vertrag. Anschließend unterschrieb sie einen Vertrag beim italienischen Erstligisten Handball Erice. Kepić löste ihren Vertrag mit Handball Erice im Februar 2025 auf und schloss sich als Amateurspielerin dem dänischen Verein Viborg HK an. Zur Saison 2025/26 wechselte sie zum dänischen Zweitligisten Holstebro Håndbold.

### In Auswahlmannschaften
Kepić bestritt während ihrer Zeit als Fußballspielerin zwei Länderspiele für die dänische U-16-Nationalmannschaft sowie ein Länderspiel für die dänische U-17-Nationalmannschaft. Als Handballspielerin stand sie sowohl bei den Olympischen Spielen in Tokio als auch bei der Weltmeisterschaft 2021 im erweiterten Kader der montenegrinischen Nationalmannschaft, jedoch nahm sie an beiden Turnieren nicht teil. Erst nach diesen beiden Turnieren gab sie am 21. April 2022 gegen Slowenien ihr Länderspieldebüt. Bei der Europameisterschaft 2022 gewann Kepić mit Montenegro die Bronzemedaille. Im Turnierverlauf gehörte sie in drei Partien dem montenegrinischen Aufgebot an.